# William Hayley
William Hayley (geboren 9. November 1745 in Chichester; gestorben 12. November 1820 in Felpham) war ein englischer Schriftsteller. 

## Leben

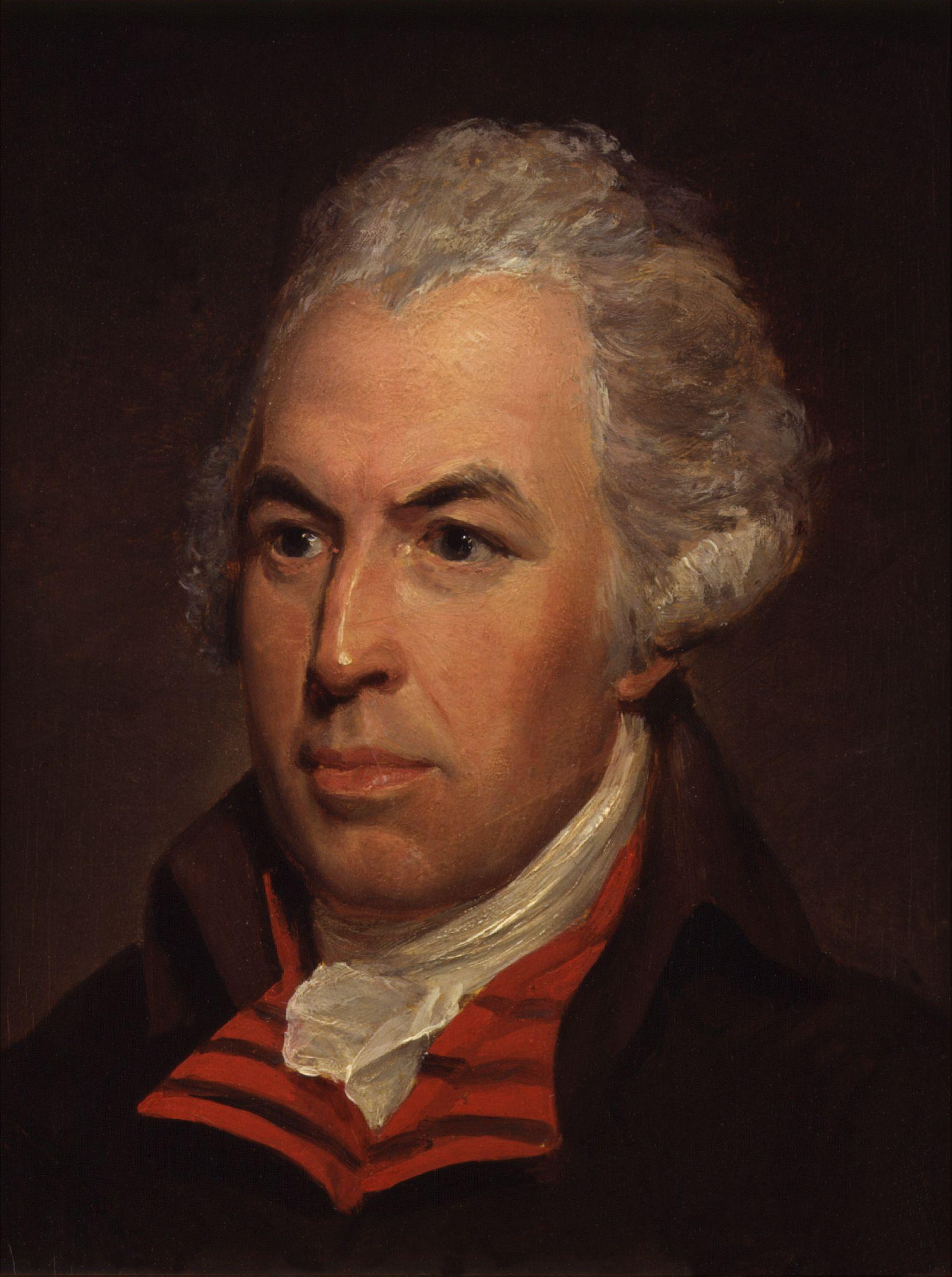
Henry Howard: William Hayley (ohne Jahr)

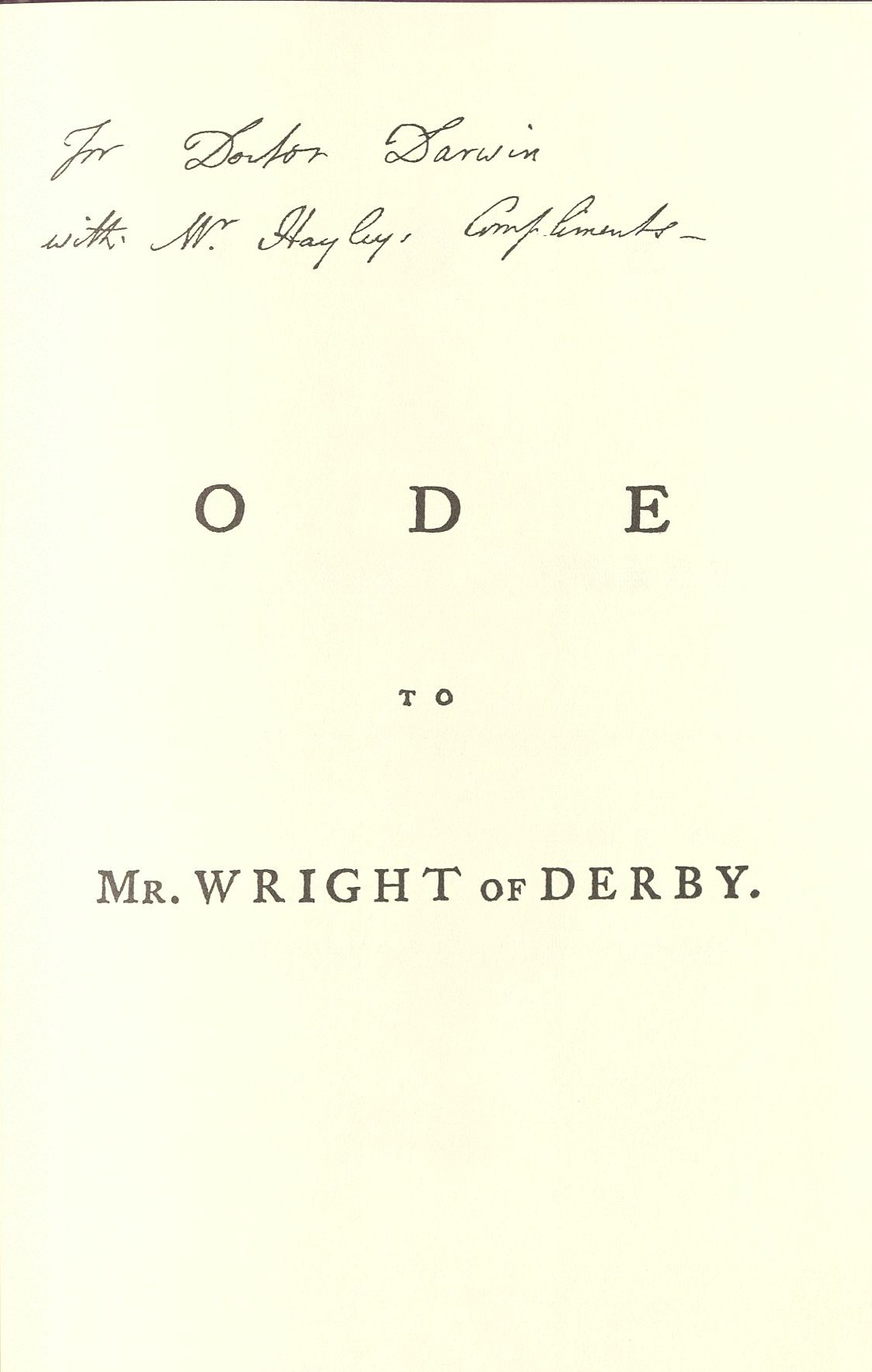
Ode an Joseph Wright of Derby, Widmung an Erasmus Darwin (1783)

William Hayley stammte aus sehr wohlhabenden Verhältnissen, er war der zweite Sohn des Thomas Hayley und der Mary Yates. Er besuchte ab 1757 das Eton College und studierte ohne Abschluss ab 1763 Jura in Trinity Hall in Cambridge. Er lebte zunächst in London und zog 1774 als Privatier auf den Familiensitz in Eartham, Sussex. Ab 1800 wohnte er auf seinem Landsitz in Felpham an der Kanalküste. 
Hayley war von 1769 bis 1789 mit der Schriftstellerin Eliza Ball (1750–1797) verheiratet. Auch seine zweite, 1809 geschlossene Ehe mit Mary Welford wurde geschieden. Hayley hatte den 1780 geborenen, illegitimen Sohn („natural son“) Thomas Alphonso Hayley, der 1795 Schüler des Bildhauers John Flaxman wurde. Er starb bereits 1800 im Alter von nur 19 Jahren. Haley verfasste zu seinem Gedenken eine Reihe von Sonetten. 
Haley schrieb Epitaphe, Sonette und Oden, Essays, wenig erfolgreiche Theaterstücke, Biografien und eine postum veröffentlichte Autobiografie. Er förderte den Maler George Romney, den Schriftsteller William Cowper und den Schriftsteller und Maler William Blake.

## Schriften (Auswahl)
- Essay on Epic Poetry. 1781
- Triumphs of Temper. Lehrgedicht. 1781
- Life of Cowper. 1803